# 阿西尔·瓦依提
阿西尔·瓦依提（？—？）维吾尔族，籍贯不详，新疆政治人物。

## 生平
1955年1月27日、2月21日，新疆省协商委员会常委扩大会议协商通过赛福鼎·艾则孜等137人为新疆省政协第一届委员会委员。阿西尔·瓦依提为委员之一。
1960年代初，玉素甫·别克·莫合里索夫、阿西尔·瓦依提、孜牙·赛买提等曾经在新疆维吾尔自治区担任过领导职务者被苏联克格勃策反，持苏侨证离开中国到苏联。